# Kevin Lopez
Kevin Esteban López Larrota (Santiago de Cali; 6 de febrero de 2003) es un futbolista colombiano que juega como arquero y su equipo actual es el Deportivo Pasto de la Primera División de Colombia.

## Trayectoria
Kevin inició su formación en la Escuela de Fútbol Carlos Sarmiento Lora, donde se destacó por su talento bajo los tres palos. Posteriormente, continuó su desarrollo en el Grêmio de Porto Alegre en Brasil, y finalmente llegó al Deportivo Pasto en 2021 gracias a la recomendación de Giovanny Ruiz encargado de las inferiores , quien lo vio jugar en la Sarmiento Lora. La visión y buen ojo de Ruiz fueron clave para acercar a Kevin al Deportivo Pasto, donde ha podido desarrollar su potencial al máximo.
Desde su llegada a Deportivo Pasto, Kevin entrenó con el equipo profesional y disputó torneos federativos con el equipo sub-20, destacándose siempre por sus buenas condiciones. A nivel profesional, ha sido convocado nueve veces en la Primera División de Colombia. Su primera convocatoria fue ante Deportes Tolima el 16 de abril de 2022 bajo la dirección de Flabio Torres. Posteriormente, Jersson González lo convocó seis veces en el primer semestre de 2024: el 22 de enero ante Independiente Santa Fe, el 26 de enero ante Deportes Tolima, el 31 de enero ante Deportivo Pereira, el 5 de febrero ante Jaguares de Córdoba, el 8 de febrero ante Junior de Barranquilla, y el 12 de febrero contra Envigado.
René Rosero también le dio una oportunidad al convocarlo el 6 de abril ante Águilas Doradas.
El 23 de julio de 2024, bajo la dirección de Gustavo Florentín, Kevin tuvo su debut como titular ante Deportes Tolima.

## Características
Kevin López se caracteriza por su liderazgo positivo, buen juego con los pies, técnica depurada, saque largo y preciso, y fortaleza en el uno contra uno. Estas cualidades lo convierten en un arquero completo y confiable, con un futuro prometedor en el fútbol profesional.

## Clubes
| Club            | País     | Año             |
| --------------- | -------- | --------------- |
| Deportivo Pasto | Colombia | 2024 - Presente |

## Estadísticas
| Club                       | Div.          | Temporada     | Liga  | Liga | Copas | Copas | Internacional | Internacional | Total | Total |
| Club                       | Div.          | Temporada     | Part. | G.R. | Part. | G.R.  | Part.         | G.R.          | Part. | G.R.  |
| -------------------------- | ------------- | ------------- | ----- | ---- | ----- | ----- | ------------- | ------------- | ----- | ----- |
| Deportivo Pasto · Colombia | 1.a           | 2024          | 4     | 2    | -     | -     | -             | -             | 3     | 2     |
| Deportivo Pasto · Colombia | 1.a           | Total club    | 4     | 2    | -     | -     | -             | -             | 3     | 2     |
| Deportivo Pasto · Colombia | Total carrera | Total carrera | 4     | 2    | 0     | 0     | 0             | 0             | 3     | 2     |